# بهرام بن سابور

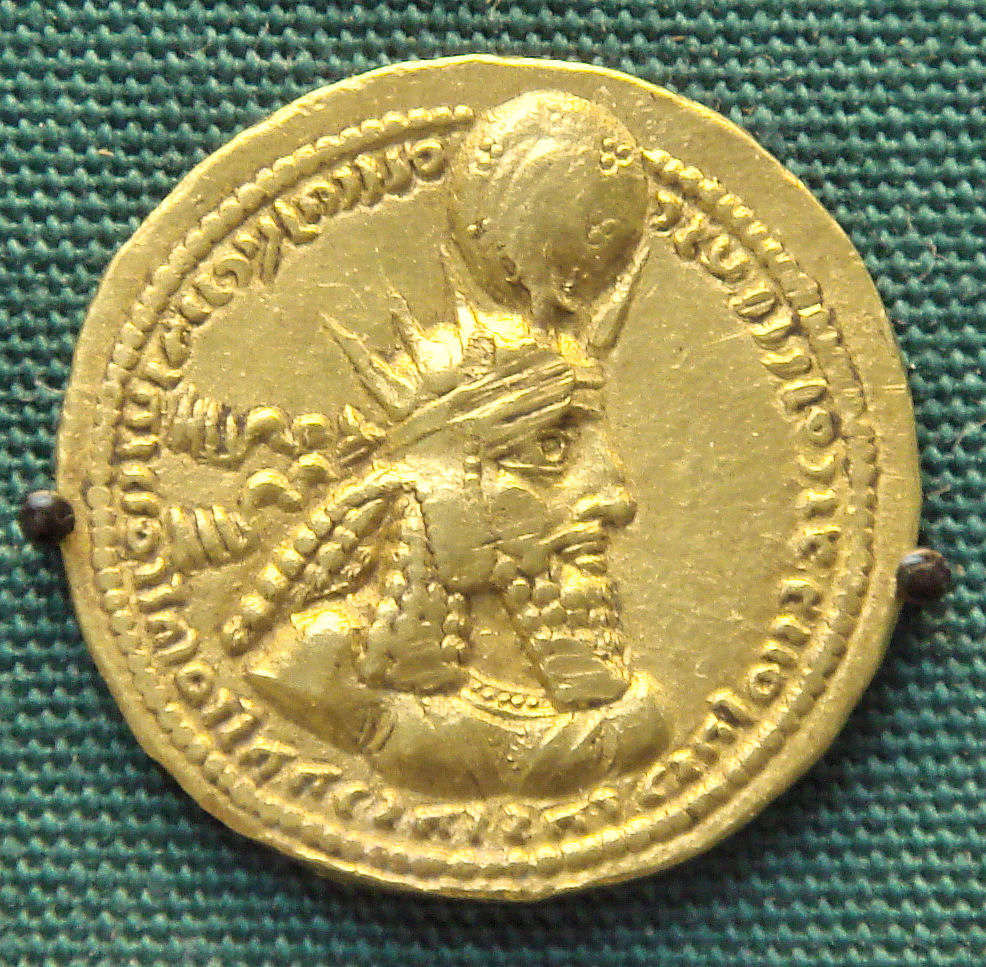
بهرام بن سابور

بَهْرام الأول (272- 275 م) هو ملك فارس السّاساني. دامت مدة حكمه ثلاث سنوات. عرف عهده باضطهاد المانويين (نسبة إلى ماني مؤسس الديانة) والنصارى والبوذيين.